# 잠복 결핵
잠복 결핵 (潛伏結核, latent tuberculosis, LTB) 혹은 잠복 결핵 감염 (潛伏結核感染, latent tuberculosis infection, LTBI)은 환자가 결핵균(Mycobacterium tuberculosis)에 감염되었지만  환자의 몸에서는 현재 활동 하지 않는 상태, 즉 결핵이 발병하지 않은 상태를 말한다. 아무런 증상이 없고, 다른 사람에게 결핵을 전염시키지 않는다. 흉부엑스레이가 정상이고 IGRA는 양성이다.

## 전염
잠복결핵 상태로는 전혀 전염력이 없다. 잠복결핵 상태로는 증상이 전혀 없다.
결핵으로 발병 시 다음의 증상이 있을 수 있다. 단, 증상이 없는 경우도 있다.
- 기침
- 독감 증상
- 고열
- 식은 땀(night sweats)
- 체중 감소
- 피로
- 가슴 통증
- 호흡 곤란

## 진단
현재 환자를 식별하는 데 일반적으로 널리 사용되는 두가지 검사가 있다.
- 망투 검사(Mantoux test)
- 히프 검사(Heaf test)

## 치료
약을 3개월 간 꾸준히 먹어서 치료할 수 있다.
잠복결핵이 면역력이 저하되면 활동성이 되는 경우가 많다는 이유로 진단시 INH(Isoniazid) 단독 또는 리팜핀(Rifampicin) 단독 또는 두가지 모두를 복용하는 예방적 치료가 필요하다는 입장과 1차약제 중 위 두 약제가 내성이 잘 생겨 예방적치료가 오히려 다제내성 결핵발생을 증가 시킬 수 있어 필요없다는 입장이 있다..

## 같이 보기
- 무증상(Silent disease)